# Зоуї Дешанель
Зої Клер Дешанель (англ. Zooey Claire Deschanel, МФА: [/ˈzoʊi ˌdeɪʃəˈnɛl/]; нар. 17 січня 1980) — американська акторка, авторка-виконавиця, музикантка, композиторка.

## Біографія
Народилася 17 січня 1980 в Лос-Анджелесі, Каліфорнія, молодшою донькою кінооператора і режисера Калеба Дешанеля та акторки Мері Джо Дешанель (до шлюбу Вейр). Її дідусь по батькові був французом, родом з Уллін, Рона, а бабуся по батькові походила з родини квакерів; вона також має швейцарське, голландське, англійське, ірландське та інше французьке походження.
Названа на честь Зої Гласс, головної героїні твору Дж. Д. Селінджера «Френні і Зуї» 1961 року. Її старша сестра, акторка Емілі Дешанель, зіграла головну роль у кримінальному комедійно-драматичному серіалі «Кістки» на каналі «Фокс».

## Особисте життя
У 2009–2012 була одружена з Беном Гіббардом, американським співаком, автором пісень, гітаристом інді-рок гурту Death Cab for Cutie та учасником дуету The Postal Service.
У 2015–2020 роках була одружена із продюсером Джейкобом Печеником, народила двох дітей — Елсі Оттер і Чарлі Вулф. Подружжя розійшлося у жовтні 2019 року, офіційно розлучилося — в червні 2020-го, акторка повернула дошлюбне прізвище Дешанель.

## Фільмографія

### Фільми
| Рік  |    | Українська назва                                               | Оригінальна назва                                                      | Роль                     |
| ---- | -- | -------------------------------------------------------------- | ---------------------------------------------------------------------- | ------------------------ |
| 1999 | ф  | Доктор Мамфорд                                                 | англ. Mumford                                                          | Несса Воткінс            |
| 2000 | ф  | Майже знамениті                                                | англ. Almost Famous                                                    | Аніта Міллер             |
| 2001 | ф  | Маніакальний                                                   | англ. Manic                                                            | Трейсі                   |
| 2002 | ф  | Хороша дівчинка                                                | англ. The Good Girl                                                    | Шеріл                    |
| 2002 | ф  | Покинута                                                       | англ. Abandon                                                          | Саманта Гарпер           |
| 2002 | ф  | Великі неприємності                                            | англ. Big Trouble                                                      | Дженні Герк              |
| 2002 | ф  | Крутий хлопець                                                 | англ. The New Guy                                                      | Нора                     |
| 2002 | ф  |                                                                | англ. Sweet Friggin' Daisies                                           | Zelda                    |
| 2003 | ф  | Все, що ми робимо                                              | англ. Whatever We Do                                                   | Ніккі                    |
| 2003 | ф  | Всі справжні дівчата                                           | англ. All the Real Girls                                               | Ноель                    |
| 2003 | ф  | Краще бути потрібним для вбивства, ніж непотрібним ні для чого | англ. It's Better to Be Wanted for Murder Than Not to Be Wanted at All | дівчина з АЗС            |
| 2003 | ф  | Домашнє полювання                                              | англ. House Hunting                                                    | Крісті                   |
| 2003 | ф  | Ельф                                                           | англ. Elf                                                              | Jovie                    |
| 2004 | ф  | Божевільний похорон                                            | англ. Eulogy                                                           | Кейт Коллінз             |
| 2005 | ф  | Автостопом Галактикою                                          | англ. The Hitchhiker's Guide to the Galaxy                             | Трілліан Тріша МакМіллан |
| 2005 | ф  | Переживаючи зиму                                               | англ. Winter Passing                                                   | Різ Голден               |
| 2006 | ф  | Кохання та інші неприємності                                   | англ. Failure to Launch                                                | Кіт                      |
| 2006 | ф  | Живи вільно або помри                                          | англ. Live Free or Die                                                 | Шеріл                    |
| 2007 | ф  | Хороше життя                                                   | англ. The Good Life                                                    | Франческа                |
| 2007 | ф  | За удачею                                                      | англ. The Go-Getter                                                    | Кейт                     |
| 2007 | ф  | Міст у Терабітію                                               | англ. Bridge to Terabithia                                             | пані Едмундс             |
| 2007 | ф  | Пластівці                                                      | англ. Flakes                                                           | Miss Pussy Katz          |
| 2007 | кф | Божевілля                                                      | англ. Raving                                                           | Кеті                     |
| 2007 | мф | Тримай хвилю!                                                  | англ. Surf's Up                                                        | Лені Алікаї (голос)      |
| 2007 | ф  | Як боягузливий Роберт Форд вбив Джесі Джеймса                  | англ. The Assassination of Jesse James by the Coward Robert Ford       | Дороті Еванс             |
| 2008 | ф  | Гігантик                                                       | англ. Gigantic                                                         | Гаррієт Лоллі            |
| 2008 | ф  | Явище                                                          | англ. The Happening                                                    | Альма Мур                |
| 2008 | ф  | Завжди кажи «Так»                                              | англ. Yes Man                                                          | Елісон                   |
| 2009 | ф  | 500 днів літа                                                  | англ. (500) Days of Summer                                             | Саммер (Літо) Фінн       |
| 2011 | ф  | Мій придуркуватий брат                                         | англ. Our Idiot Brother                                                | Наталі                   |
| 2011 | ф  | Хоробрі перцем                                                 | англ. Your Highness                                                    | Белладонна               |
| 2015 | ф  | Рок на Сході                                                   | англ. Rock the Kasbah                                                  | Ронні                    |
| 2015 | ф  |                                                                | англ. The Driftless Area                                               | Стелла                   |
| 2016 | мф | Тролі                                                          | англ. Trolls                                                           | Бріджит (голос)          |
| 2020 | мф | Тролі 2: Світове турне                                         | англ. Trolls World Tour                                                | Бріджит (голос)          |
| 2022 | ф  |                                                                | англ. Dreamin' Wild                                                    | Ненсі                    |
| 2023 | мф | Тролі: Знову разом                                             | англ. Trolls Band Together                                             | Бріджит (голос)          |
| 2024 | ф  | Гарольд і фіолетова крейда                                     | англ. Harold and the Purple Crayon                                     | Террі                    |

### Серіали
| Рік             |   | Українська назва                  | Оригінальна назва           | Роль                                                  |
| --------------- | - | --------------------------------- | --------------------------- | ----------------------------------------------------- |
| 1998            | с | Салон Вероніки                    | англ. Veronica's Closet     | Елена, епізод: "Veronica's Fun and Pirates Are Crazy" |
| 2002            | с | Фрейзер                           | англ. Frasier               | Джен, епізод: "Kissing Cousin"                        |
| 2004            | с | Вихваляння                        | англ. Cracking Up           | Хайді, епізод: "Birds Do It"                          |
| 2005            | с | Одного разу на матраці            | англ. Once Upon a Mattress  | Леді Ларкін, телефільм                                |
| 2005, 2013      | с | Американський тато!               | англ. American Dad!         | різні голоси, 2 епізоди                               |
| 2006—2007       | с | Косяки (телесеріал)               | англ. Weeds                 | Кет, 4 епізоди                                        |
| 2007            | с | Зачароване королівство            | англ. Tin Man               | Ді Джі                                                |
| 2008, 2012–2013 | с | Сімпсони                          | англ. The Simpsons          | Мері Спаклер (голос), 3 епізоди                       |
| 2009            | с | Кістки (телесеріал)               | англ. Bones                 | Маргарет Уайтселл, епізод: "The Goop on the Girl"     |
| 2010            | с |                                   | англ. Funny or Die Presents | Мері Тодд Линкольн, епізод "Drunk History Vol. 5"     |
| 2011—2018       | с | Новенька (серіал)                 | англ. New Girl              | Джессіка "Джесс" Крістофер Дей                        |
| 2012            | с | Суботнього вечора у прямому ефірі | англ. Saturday Night Live   | різні персонажі, епізод: "Zooey Deschanel/Karmin"     |
| 2016            | с | Бруклін 9-9                       | англ. Brooklyn Nine-Nine    | Джессіка Дей, епізод 4.04 "The Night Shift"           |